# Wereldkampioenschappen biatlon 2021
De wereldkampioenschappen biatlon 2021 werden van 10 tot en met 21 februari 2021 gehouden in het Biatlonstadion Pokljuka in het Sloveense Pokljuka. Na de kampioenschappen van 1998, 2001 en 2006 was het de vierde keer dat de wereldkampioenschappen biatlon in Pokljuka plaatsvonden. 
De resultaten van de wereldkampioenschappen telden ook mee voor de wereldbeker.

## Wedstrijdschema
| Datum       | Lokale tijd   | Mannen                                     | Vrouwen                                    |
| ----------- | ------------- | ------------------------------------------ | ------------------------------------------ |
| 10 februari | 15:00         | 2 x 7,5 km + 2 x 7,5 km gemengde estafette | 2 x 7,5 km + 2 x 7,5 km gemengde estafette |
| 12 februari | 14:30         | 10 km sprint                               |                                            |
| 13 februari | 14:30         |                                            | 7,5 km sprint                              |
| 14 februari | 13:15 / 15:30 | 12,5 km achtervolging                      | 10 km achtervolging                        |
| 16 februari | 12:05         |                                            | 15 km individueel                          |
| 17 februari | 14:30         | 20 km individueel                          |                                            |
| 18 februari | 15:15         | Single-Mixed-Relay                         | Single-Mixed-Relay                         |
| 20 februari | 15:00 / 11:45 | 4 x 7,5 km estafette                       | 4 x 6 km estafette                         |
| 21 februari | 15:15 / 12:30 | 15 km massastart                           | 12,5 km massastart                         |

## Medailles

### Mannen
| Onderdeel             | Goud                                                                                    | Goud      | Zilver                                                                   | Zilver    | Brons                                                                                 | Brons     |
| --------------------- | --------------------------------------------------------------------------------------- | --------- | ------------------------------------------------------------------------ | --------- | ------------------------------------------------------------------------------------- | --------- |
| 20 km individueel     | Sturla Holm Lægreid Noorwegen                                                           | 49.27,6   | Arnd Peiffer Duitsland                                                   | 49.44,5   | Johannes Dale Noorwegen                                                               | 50.08,5   |
| 10 km sprint          | Martin Ponsiluoma Zweden                                                                | 24.41,1   | Simon Desthieux Frankrijk                                                | 24.52,3   | Émilien Jacquelin Frankrijk                                                           | 24.54,0   |
| 12,5 km achtervolging | Émilien Jacquelin Frankrijk                                                             | 31.22,1   | Sebastian Samuelsson Zweden                                              | 31.29,4   | Johannes Thingnes Bø Noorwegen                                                        | 31.30,2   |
| 15 km massastart      | Sturla Holm Lægreid Noorwegen                                                           | 36.27,2   | Johannes Dale Noorwegen                                                  | 36.37,4   | Quentin Fillon Maillet Frankrijk                                                      | 36.40,0   |
| 4×7,5 km estafette    | Noorwegen Sturla Holm Lægreid Tarjei Bø Johannes Thingnes Bø Vetle Sjåstad Christiansen | 1:12.27,4 | Zweden Peppe Femling Jesper Nelin Martin Ponsiluoma Sebastian Samuelsson | 1:13.00,5 | Russische Biatlonunie Said Chalili Matvej Jelisejev Aleksandr Loginov Edoeard Latypov | 1:13.18,3 |

### Vrouwen
| Onderdeel           | Goud                                                                              | Goud      | Zilver                                                                | Zilver    | Brons                                                                         | Brons     |
| ------------------- | --------------------------------------------------------------------------------- | --------- | --------------------------------------------------------------------- | --------- | ----------------------------------------------------------------------------- | --------- |
| 15 km individueel   | Markéta Davidová Tsjechië                                                         | 42.27,7   | Hanna Öberg Zweden                                                    | 42.55,6   | Ingrid Landmark Tandrevold Noorwegen                                          | 43.31,7   |
| 7,5 km sprint       | Tiril Eckhoff Noorwegen                                                           | 21.18,7   | Anaïs Chevalier-Bouchet Frankrijk                                     | 21.30,7   | Hanna Sola Wit-Rusland                                                        | 21.32,9   |
| 10 km achtervolging | Tiril Eckhoff Noorwegen                                                           | 30.38,1   | Lisa Hauser Oostenrijk                                                | 30.55,4   | Anaïs Chevalier-Bouchet Frankrijk                                             | 31.11,1   |
| 12,5 km massastart  | Lisa Hauser Oostenrijk                                                            | 36.05,7   | Ingrid Landmark Tandrevold Noorwegen                                  | 36.27,4   | Tiril Eckhoff Noorwegen                                                       | 36.28,7   |
| 4×6 km estafette    | Noorwegen Ingrid Landmark Tandrevold Tiril Eckhoff Ida Lien Marte Olsbu Røiseland | 1:10.39,0 | Duitsland Vanessa Hinz Janina Hettich Denise Herrmann Franziska Preuß | 1:10.47,8 | Oekraïne Anastasiya Merkoesjyna Joelia Dzjyma Darja Blasjko Olena Pidhroesjna | 1:10.48,2 |

### Gemengd
| Onderdeel          | Goud                                                                                   | Goud      | Zilver                                                     | Zilver    | Brons                                                                  | Brons     |
| ------------------ | -------------------------------------------------------------------------------------- | --------- | ---------------------------------------------------------- | --------- | ---------------------------------------------------------------------- | --------- |
| Single-Mixed-Relay | Frankrijk Antonin Guigonnat Julia Simon                                                | 36.42,4   | Noorwegen Johannes Thingnes Bø Tiril Eckhoff               | 36.45,2   | Zweden Sebastian Samuelsson Hanna Öberg                                | 37.15,4   |
| Gemengde estafette | Noorwegen Sturla Holm Lægreid Johannes Thingnes Bø Tiril Eckhoff Marte Olsbu Røiseland | 1:20.19,3 | Oostenrijk David Komatz Simon Eder Dunja Zdouc Lisa Hauser | 1:20.46,3 | Zweden Sebastian Samuelsson Martin Ponsiluoma Linn Persson Hanna Öberg | 1:20.49,9 |

### Medailleklassement
| Plaats | Land                  | Goud | Zilver | Brons | Totaal |
| 1      | Noorwegen             | 7    | 3      | 4     | 14     |
| 2      | Frankrijk             | 2    | 2      | 3     | 7      |
| 3      | Zweden                | 1    | 3      | 2     | 6      |
| 4      | Oostenrijk            | 1    | 2      | 0     | 3      |
| 5      | Tsjechië              | 1    | 0      | 0     | 1      |
| 6      | Duitsland             | 0    | 2      | 0     | 2      |
| 7      | Oekraïne              | 0    | 0      | 1     | 1      |
| 7      | Wit-Rusland           | 0    | 0      | 1     | 1      |
| 7      | Russische Biatlonunie | 0    | 0      | 1     | 1      |
| Totaal | Totaal                | 12   | 12     | 12    | 36     |

## Uitslagen

### Individueel
| 20 km mannen | 20 km mannen           | 20 km mannen | 20 km mannen  | 20 km mannen |
| #            | Naam                   | Land         | Straf         | Tijd         |
| ------------ | ---------------------- | ------------ | ------------- | ------------ |
| Goud         | Sturla Holm Lægreid    | NOR          | 0 - 0 - 0 - 0 | 49.27,6      |
| Zilver       | Arnd Peiffer           | GER          | 0 - 0 - 0 - 0 | + 16,9       |
| Brons        | Johannes Dale          | NOR          | 0 - 1 - 0 - 0 | + 40,9       |
| 4            | Quentin Fillon Maillet | FRA          | 1 - 0 - 1 - 0 | + 1.12,9     |
| 5            | Johannes Thingnes Bø   | NOR          | 0 - 1 - 0 - 1 | + 1.13,5     |
| 6            | Said Chalili           | RBU          | 0 - 0 - 0 - 0 | + 1.45,3     |
| 7            | Simon Eder             | AUT          | 0 - 1 - 0 - 0 | + 1.59,7     |
| 8            | Benedikt Doll          | GER          | 1 - 1 - 0 - 0 | + 2.06,9     |
| 9            | Artem Pryma            | UKR          | 0 - 0 - 0 - 1 | + 2.31,2     |
| 10           | Roman Rees             | GER          | 0 - 0 - 1 - 0 | + 2.31,6     |

| 15 km vrouwen | 15 km vrouwen              | 15 km vrouwen | 15 km vrouwen | 15 km vrouwen |
| #             | Naam                       | Land          | Straf         | Tijd          |
| ------------- | -------------------------- | ------------- | ------------- | ------------- |
| Goud          | Markéta Davidová           | CZE           | 0 - 0 - 0 - 0 | 42.27,7       |
| Zilver        | Hanna Öberg                | SWE           | 0 - 0 - 1 - 0 | + 27,9        |
| Brons         | Ingrid Landmark Tandrevold | NOR           | 0 - 1 - 0 - 0 | + 1.04,0      |
| 4             | Lisa Hauser                | AUT           | 0 - 0 - 0 - 2 | + 1.52,2      |
| 5             | Svetlana Mironova          | RBU           | 0 - 0 - 1 - 1 | + 2.05,8      |
| 6             | Selina Gasparin            | SUI           | 1 - 0 - 0 - 1 | + 2.09,6      |
| 7             | Franziska Preuß            | GER           | 0 - 1 - 0 - 1 | + 2.14,4      |
| 8             | Irene Cadurisch            | SUI           | 0 - 0 - 0 - 1 | + 2.15,2      |
| 9             | Dorothea Wierer            | ITA           | 0 - 0 - 1 - 1 | + 2.20,2      |
| 10            | Julia Schwaiger            | AUT           | 0 - 1 - 0 - 0 | + 2.20,8      |

### Sprint
| 10 km mannen | 10 km mannen           | 10 km mannen | 10 km mannen | 10 km mannen |
| #            | Naam                   | Land         | Straf        | Tijd         |
| ------------ | ---------------------- | ------------ | ------------ | ------------ |
| Goud         | Martin Ponsiluoma      | SWE          | 0 - 0        | 24.41,1      |
| Zilver       | Simon Desthieux        | FRA          | 0 - 0        | + 11,2       |
| Brons        | Émilien Jacquelin      | FRA          | 1 - 0        | + 12,9       |
| 4            | Johannes Dale          | NOR          | 0 - 1        | + 22,4       |
| 5            | Johannes Thingnes Bø   | NOR          | 2 - 0        | + 22,5       |
| 6            | Quentin Fillon Maillet | FRA          | 1 - 0        | + 23,9       |
| 7            | Sturla Holm Lægreid    | NOR          | 0 - 0        | + 25,7       |
| 8            | Sebastian Samuelsson   | SWE          | 0 - 1        | + 26,7       |
| 9            | Tarjei Bø              | NOR          | 0 - 1        | + 28,2       |
| 10           | Edoeard Latypov        | RBU          | 0 - 1        | + 33,3       |

| 7,5 km vrouwen | 7,5 km vrouwen          | 7,5 km vrouwen | 7,5 km vrouwen | 7,5 km vrouwen |
| #              | Naam                    | Land           | Straf          | Tijd           |
| -------------- | ----------------------- | -------------- | -------------- | -------------- |
| Goud           | Tiril Eckhoff           | NOR            | 0 - 0          | 21.18,7        |
| Zilver         | Anaïs Chevalier-Bouchet | FRA            | 0 - 1          | + 12,0         |
| Brons          | Hanna Sola              | BLR            | 0 - 0          | + 14,2         |
| 4              | Denise Herrmann         | GER            | 0 - 1          | + 22,3         |
| 5              | Lisa Vittozzi           | ITA            | 0 - 0          | + 37,7         |
| 6              | Marte Olsbu Røiseland   | NOR            | 0 - 2          | + 43,5         |
| 7              | Lena Häcki              | SUI            | 1 - 0          | + 49,5         |
| 8              | Franziska Preuß         | GER            | 0 - 1          | + 50,4         |
| 9              | Lisa Hauser             | AUT            | 1 - 1          | + 50,5         |
| 10             | Hanna Öberg             | SWE            | 0 - 1          | + 58,8         |

### Achtervolging
| 12,5 km mannen | 12,5 km mannen         | 12,5 km mannen | 12,5 km mannen | 12,5 km mannen |
| #              | Naam                   | Land           | Straf          | Tijd           |
| -------------- | ---------------------- | -------------- | -------------- | -------------- |
| Goud           | Émilien Jacquelin      | FRA            | 0 - 0 - 0 - 0  | 31.22,1        |
| Zilver         | Sebastian Samuelsson   | SWE            | 0 - 0 - 0 - 0  | + 7,3          |
| Brons          | Johannes Thingnes Bø   | NOR            | 0 - 1 - 1 - 0  | + 8,1          |
| 4              | Quentin Fillon Maillet | FRA            | 2 - 0 - 0 - 0  | + 32,5         |
| 5              | Simon Desthieux        | FRA            | 0 - 0 - 0 - 1  | + 41,9         |
| 6              | Sturla Holm Lægreid    | NOR            | 0 - 0 - 1 - 0  | + 57,9         |
| 7              | Edoeard Latypov        | RBU            | 0 - 0 - 1 - 1  | + 1.35,1       |
| 8              | Artem Pryma            | UKR            | 0 - 1 - 2 - 0  | + 2.00,6       |
| 9              | Simon Eder             | AUT            | 0 - 0 - 1 - 0  | + 2.03,8       |
| 10             | Andrejs Rastorgujevs   | LAT            | 0 - 1 - 1 - 1  | + 2.12,1       |

| 10 km vrouwen | 10 km vrouwen              | 10 km vrouwen | 10 km vrouwen | 10 km vrouwen |
| #             | Naam                       | Land          | Straf         | Tijd          |
| ------------- | -------------------------- | ------------- | ------------- | ------------- |
| Goud          | Tiril Eckhoff              | NOR           | 1 - 0 - 1 - 0 | 30.38,1       |
| Zilver        | Lisa Hauser                | AUT           | 1 - 0 - 0 - 0 | + 17,3        |
| Brons         | Anaïs Chevalier-Bouchet    | FRA           | 0 - 1 - 0 - 1 | + 33,0        |
| 4             | Dorothea Wierer            | ITA           | 0 - 0 - 0 - 0 | + 45,2        |
| 5             | Franziska Preuß            | GER           | 0 - 0 - 2 - 0 | + 49,3        |
| 6             | Vanessa Hinz               | GER           | 0 - 0 - 0 - 0 | + 1.05,1      |
| 7             | Olena Pidhroesjna          | UKR           | 0 - 0 - 0 - 0 | + 1.13,9      |
| 8             | Denise Herrmann            | GER           | 1 - 0 - 0 - 2 | + 1.16,3      |
| 9             | Marte Olsbu Røiseland      | NOR           | 0 - 0 - 1 - 2 | + 1.26,5      |
| 10            | Ingrid Landmark Tandrevold | NOR           | 0 - 0 - 0 - 2 | + 1.34,1      |

### Massastart
| 15 km mannen | 15 km mannen           | 15 km mannen | 15 km mannen  | 15 km mannen |
| #            | Naam                   | Land         | Straf         | Tijd         |
| ------------ | ---------------------- | ------------ | ------------- | ------------ |
| Goud         | Sturla Holm Lægreid    | NOR          | 0 - 0 - 0 - 1 | 36.27,2      |
| Zilver       | Johannes Dale          | NOR          | 0 - 1 - 1 - 0 | + 10,2       |
| Brons        | Quentin Fillon Maillet | FRA          | 1 - 1 - 0 - 0 | + 12,8       |
| 4            | Simon Eder             | AUT          | 0 - 0 - 0 - 1 | + 23,1       |
| 5            | Jakov Fak              | SLO          | 0 - 0 - 0 - 1 | + 30,0       |
| 6            | Tarjei Bø              | NOR          | 0 - 1 - 0 - 1 | + 33,3       |
| 7            | Lukas Hofer            | ITA          | 0 - 1 - 0 - 1 | + 39,7       |
| 8            | Johannes Thingnes Bø   | NOR          | 2 - 0 - 2 - 1 | + 45,4       |
| 9            | Aleksandr Loginov      | RBU          | 0 - 1 - 0 - 1 | + 50,0       |
| 10           | Sebastian Samuelsson   | SWE          | 0 - 0 - 2 - 1 | + 59,7       |

| 12,5 km vrouwen | 12,5 km vrouwen            | 12,5 km vrouwen | 12,5 km vrouwen | 12,5 km vrouwen |
| #               | Naam                       | Land            | Straf           | Tijd            |
| --------------- | -------------------------- | --------------- | --------------- | --------------- |
| Goud            | Lisa Hauser                | AUT             | 0 - 0 - 0 - 0   | 36.05,7         |
| Zilver          | Ingrid Landmark Tandrevold | NOR             | 0 - 0 - 1 - 0   | + 21,7          |
| Brons           | Tiril Eckhoff              | NOR             | 1 - 0 - 1 - 1   | + 23,0          |
| 4               | Marte Olsbu Røiseland      | NOR             | 0 - 1 - 0 - 0   | + 23,6          |
| 5               | Lisa Vittozzi              | ITA             | 0 - 1 - 0 - 0   | + 48,9          |
| 6               | Franziska Preuß            | GER             | 1 - 0 - 1 - 0   | + 52,6          |
| 7               | Hanna Öberg                | SWE             | 1 - 0 - 1 - 0   | + 57,7          |
| 8               | Dorothea Wierer            | ITA             | 1 - 0 - 1 - 1   | + 1.05,3        |
| 9               | Baiba Bendika              | LAT             | 0 - 0 - 0 - 2   | + 1.14,3        |
| 10              | Vanessa Hinz               | GER             | 0 - 0 - 1 - 0   | + 1.21,2        |

### Estafette
| 4 x 7,5 km mannen | 4 x 7,5 km mannen                                                             | 4 x 7,5 km mannen | 4 x 7,5 km mannen               | 4 x 7,5 km mannen |
| #                 | Naam                                                                          | Land              | Straf                           | Tijd              |
| ----------------- | ----------------------------------------------------------------------------- | ----------------- | ------------------------------- | ----------------- |
| Goud              | Sturla Holm Lægreid Tarjei Bø Johannes Thingnes Bø Vetle Sjåstad Christiansen | NOR               | 0+1 0+1 0+0 0+3 0+1 0+0 0+0 0+2 | 1:12.27,4         |
| Zilver            | Peppe Femling Jesper Nelin Martin Ponsiluoma Sebastian Samuelsson             | SWE               | 0+3 0+0 0+1 0+0 0+2 0+1 0+0 0+0 | + 33,1            |
| Brons             | Said Chalili Matvej Jelisejev Aleksandr Loginov Edoeard Latypov               | RBU               | 0+2 0+0 0+0 0+1                 | + 50,9            |
| 4                 | Antonin Guigonnat Quentin Fillon Maillet Simon Desthieux Émilien Jacquelin    | FRA               | 0+0 0+3 0+1 1+3 0+0 0+1 0+0 0+3 | + 1.02,9          |
| 5                 | Bogdan Tsymbal Dmytro Pidroetsjnyi Artem Pryma Anton Doedtsjenko              | UKR               | 0+0 0+0 0+1 0+0 0+2 0+1         | + 1.12,7          |
| 6                 | Didier Bionaz Lukas Hofer Tommaso Giacomel Dominik Windisch                   | ITA               | 0+0 0+3 0+2 0+3 0+0 1+3         | + 1.35,5          |
| 7                 | Erik Lesser Roman Rees Arnd Peiffer Benedikt Doll                             | GER               | 0+1 0+2 0+0 0+0 0+1 0+0         | + 1.43,2          |
| 8                 | Miha Dovžan Jakov Fak Rok Tršan Alex Cisar                                    | SLO               | 0+1 0+3 0+0 0+1 0+1 0+0 0+2 0+0 | + 1.44,3          |
| 9                 | Mikita Labastau Anton Smolski Maksim Varabei Dzmitri Lazoeski                 | BLR               | 0+0 0+1 0+3 0+0 0+2 0+0 0+0 0+3 | + 2.25,4          |
| 10                | David Komatz Felix Leitner Simon Eder Julian Eberhard                         | AUT               | 0+0 1+3 0+0 0+0 0+1 0+0 0+2 0+0 | + 2.31,1          |

| 4 x 6 km vrouwen | 4 x 6 km vrouwen                                                        | 4 x 6 km vrouwen | 4 x 6 km vrouwen                | 4 x 6 km vrouwen |
| #                | Naam                                                                    | Land             | Straf                           | Tijd             |
| ---------------- | ----------------------------------------------------------------------- | ---------------- | ------------------------------- | ---------------- |
| Goud             | Ingrid Landmark Tandrevold Tiril Eckhoff Ida Lien Marte Olsbu Røiseland | NOR              | 0+0 0+1 0+2 0+1 0+1 0+2 0+3 0+1 | 1:10.39,0        |
| Zilver           | Vanessa Hinz Janina Hettich Denise Herrmann Franziska Preuß             | GER              | 0+0 0+0 0+2 0+0 0+3 0+0 0+0 0+0 | + 8,8            |
| Brons            | Anastasiya Merkoesjyna Joelia Dzjyma Darja Blasjko Olena Pidhroesjna    | UKR              | 0+1 0+0 0+1 0+2 0+1 0+0 0+0 0+2 | + 9,2            |
| 4                | Iryna Krjoeko Dzinara Alimbekava Hanna Sola Jelena Kroetsjinkina        | BLR              | 0+2 0+0 0+0 0+0 0+1 0+2 0+2 0+1 | + 28,8           |
| 5                | Johanna Skottheim Linn Persson Elvira Öberg Hanna Öberg                 | SWE              | 0+1 0+2 0+3 0+0 0+2 0+0 0+1 0+0 | + 47,9           |
| 6                | Kinga Zbylut Monika Hojnisz-Staręga Kamila Żuk Anna Mąka                | POL              | 0+0 0+1 0+0 0+0 0+1 0+1 0+1 0+2 | + 52,1           |
| 7                | Dunja Zdouc Katharina Innerhofer Julia Schwaiger Lisa Hauser            | AUT              | 0+3 0+2 0+2 0+3 0+1 0+1 0+2 0+1 | + 1.04,4         |
| 8                | Anaïs Bescond Anaïs Chevalier-Bouchet Chloé Chevalier Julia Simon       | FRA              | 0+0 0+0 0+0 0+1 0+1 0+0 0+2 0+1 | + 1.15,2         |
| 9                | Lisa Vittozzi Michela Carrara Federica Sanfilippo Dorothea Wierer       | ITA              | 0+0 0+0 0+3 0+1 0+3 0+2 0+0 0+0 | + 1.28,1         |
| 10               | Jessica Jislová Eva Puskarčíková Markéta Davidová Lucie Charvátová      | CZE              | 0+0 0+2 0+1 0+0 0+0 0+0 0+2 0+1 | + 1.40,4         |

### Gemengde estafette
| Single-Mixed-Relay | Single-Mixed-Relay                                                    | Single-Mixed-Relay | Single-Mixed-Relay              | Single-Mixed-Relay |
| #                  | Naam                                                                  | Land               | Straf                           | Tijd               |
| ------------------ | --------------------------------------------------------------------- | ------------------ | ------------------------------- | ------------------ |
| Goud               | Antonin Guigonnat Julia Simon Antonin Guigonnat Julia Simon           | FRA                | 0+2 0+1 0+0 0+0 0+1 0+1         | 36.42,4            |
| Zilver             | Johannes Thingnes Bø Tiril Eckhoff Johannes Thingnes Bø Tiril Eckhoff | NOR                | 0+1 0+2 0+1 0+1 0+3 0+1 0+0 0+0 | + 2,8              |
| Brons              | Sebastian Samuelsson Hanna Öberg Sebastian Samuelsson Hanna Öberg     | SWE                | 0+2 0+1 0+0 0+1 0+2 0+1         | + 22,6             |
| 4                  | Artem Pryma Darja Blasjko Artem Pryma Darja Blasjko                   | UKR                | 0+1 0+1 0+0 0+0 0+0 0+1         | + 35,9             |
| 5                  | Lukas Hofer Dorothea Wierer Lukas Hofer Dorothea Wierer               | ITA                | 0+0 0+1 0+0 0+0 0+1 0+1 0+0 1+3 | + 55,2             |
| 6                  | Simon Eder Lisa Hauser Simon Eder Lisa Hauser                         | AUT                | 0+0 0+0 0+1 0+0 0+1 0+2 0+0 1+3 | + 1.03,5           |
| 7                  | Erik Lesser Franziska Preuß Erik Lesser Franziska Preuß               | GER                | 0+1 1+3 0+2 0+2 0+1 0+0         | + 1.21,2           |
| 8                  | Christian Gow Emma Lunder Christian Gow Emma Lunder                   | CAN                | 0+0 0+2 0+1 0+1 0+0 0+0 0+2 0+0 | + 1.24,4           |
| 9                  | Benjamin Weger Irene Cadurisch Benjamin Weger Irene Cadurisch         | SUI                | 0+1 0+1 0+0 0+0 1+3 0+1 0+0 0+3 | + 1.50,2           |
| 10                 | Rene Zahkna Johanna Talihärm Rene Zahkna Johanna Talihärm             | EST                | 0+2 0+0 1+3 0+1 0+1 0+0 0+0 0+0 | + 1.56,4           |

| 2 x 7,5 km mannen + 2 x 7,5 km vrouwen | 2 x 7,5 km mannen + 2 x 7,5 km vrouwen                                       | 2 x 7,5 km mannen + 2 x 7,5 km vrouwen | 2 x 7,5 km mannen + 2 x 7,5 km vrouwen | 2 x 7,5 km mannen + 2 x 7,5 km vrouwen |
| #                                      | Naam                                                                         | Land                                   | Straf                                  | Tijd                                   |
| -------------------------------------- | ---------------------------------------------------------------------------- | -------------------------------------- | -------------------------------------- | -------------------------------------- |
| Goud                                   | Sturla Holm Lægreid Johannes Thingnes Bø Tiril Eckhoff Marte Olsbu Røiseland | NOR                                    | 0+0 0+1 0+1 0+1 0+2 0+2 0+1 0+3        | 1:20.19,3                              |
| Zilver                                 | David Komatz Simon Eder Dunja Zdouc Lisa Hauser                              | AUT                                    | 0+1 0+0 0+0 0+0 0+0 0+1                | + 27,0                                 |
| Brons                                  | Sebastian Samuelsson Martin Ponsiluoma Linn Persson Hanna Öberg              | SWE                                    | 0+0 0+2 0+1 0+2 0+0 0+1 0+2 0+0        | + 30,6                                 |
| 4                                      | Artem Pryma Dmytro Pidroetsjni Joelia Dzjyma Olena Pidhroesjna               | UKR                                    | 0+1 0+0 0+1 0+2 0+1 0+0 0+0 0+3        | + 31,1                                 |
| 5                                      | Émilien Jacquelin Quentin Fillon Maillet Anaïs Chevalier-Bouchet Julia Simon | FRA                                    | 0+2 0+0 0+2 0+1 0+1 1+3 0+1 0+0        | + 46,2                                 |
| 6                                      | Didier Bionaz Lukas Hofer Dorothea Wierer Lisa Vittozzi                      | ITA                                    | 0+2 0+1 0+0 0+1 0+1 0+0                | + 58,9                                 |
| 7                                      | Erik Lesser Arnd Peiffer Denise Herrmann Franziska Preuß                     | GER                                    | 0+1 0+3 0+0 0+1 0+0 0+3 0+1 0+2        | + 1.04,9                               |
| 8                                      | Christian Gow Scott Gow Nadia Moser Emma Lunder                              | CAN                                    | 0+0 0+1 0+0 0+3 0+1 0+0                | + 2.06,0                               |
| 9                                      | Aleksandr Loginov Edoeard Latypov Svetlana Mironova Oeljana Kajsjeva         | RBU                                    | 0+2 0+1 0+3 0+0 0+0 2+3 0+0 0+0        | + 2.11,4                               |
| 10                                     | Benjamin Weger Jeremy Finello Selina Gasparin Lena Häcki                     | SUI                                    | 0+1 0+1 0+0 0+1 0+0 0+0 0+3 1+3        | + 2.38,5                               |